# Euphorbia berorohae
Euphorbia berorohae ist eine Pflanzenart aus der Gattung Wolfsmilch (Euphorbia) in der Familie der Wolfsmilchgewächse (Euphorbiaceae).

## Beschreibung
Die sukkulente Euphorbia berorohae bildet kleine Sträucher bis in eine Höhe von 70 Zentimeter aus. Aus der knolligen Wurzel werden nur eine geringe Anzahl Zweige getrieben. An verkürzten Trieben befinden sich die nahezu sitzenden, eiförmigen Blätter und werden 25 Millimeter lang und 7 Millimeter breit. Die starken Nebenblattdornen werden bis 8 Millimeter lang und sind vom Trieb weg gebogen.
Es werden einzelne und einfache Cymen ausgebildet, die nahezu endständig am Trieb erscheinen und an bis 1 Zentimeter langen Stielen stehen. Die ausgebreiteten Cyathophyllen sind eiförmig, werden etwa 5 Millimeter groß und sind leuchtend grün gefärbt. Die Cyathien werden etwa 2,5 Millimeter groß. Die länglichen Nektardrüsen sind rötlich und grenzen aneinander. Der Fruchtknoten ist nahezu sitzend. Über die Früchte und den Samen ist nichts bekannt.

## Verbreitung und Systematik
Euphorbia berorohae ist endemisch in Süd-Madagaskar im Gebiet des Mangoky verbreitet. Die Art steht auf der Roten Liste der IUCN und gilt als vom Aussterben bedroht (Critically Endangered).
Die Erstbeschreibung der Art erfolgte 1995 durch Werner Rauh und Siegfried Hofstätter.